# NGC 2651
NGC 2651 è una lontana galassia a spirale (barrata?) situata nella costellazione del Cancro, a una distanza di circa 435 milioni di anni luce dalla nostra Via Lattea.

## Scoperta
La galassia è stata scoperta il 10 marzo 1864 dall'astronomo tedesco Albert Marth.

## Descrizione
NGC 2651 presenta una larga riga a 21 cm dell'idrogeno neutro. È inoltre una galassia di campo, cioè una galassia che non appartiene ad alcun ammasso o gruppo di galassie ed è quindi gravitazionalmente isolata.
Il database SIMBAD la classifica come galassia attiva.

## Classificazione
Wolfgang Steinicke e NASA/IPAC classificano NGC 2651 come una galassia a spirale priva di barra centrale, mentre Seligman la ipotizza (dubitativamente) come spirale barrata (SB(s)b?).
Le recenti immagini riprese nel corso dell'indagine SDSS sembrano indicare la presenza della barra centrale.